# Зарогув
Зарогув (пол. Zarogów) — село в Польщі, у гміні Мехув Меховського повіту Малопольського воєводства.
Населення — 338 осіб (2011).
У 1975-1998 роках село належало до Келецького воєводства.

## Демографія
Демографічна структура станом на 31 березня 2011 року:
|          | Загалом | Допрацездатний вік | Працездатний вік | Постпрацездатний вік |
| -------- | ------- | ------------------ | ---------------- | -------------------- |
| Чоловіки | 165     | 34                 | 111              | 20                   |
| Жінки    | 173     | 38                 | 96               | 39                   |
| Разом    | 338     | 72                 | 207              | 59                   |